# Evje og Hornnes
Evje og Hornnes est une kommune de Norvège. Elle est située dans le comté d'Agder.